# AFC Solidarity Cup 2016
Der AFC Solidarity Cup 2016 war die erste Austragung des Turniers und fand vom 2. bis zum 15. November 2016 in Kuching (Malaysia) statt. Der Wettbewerb ist der Nachfolger des AFC Challenge Cups, der zuletzt im Mai 2014 auf den Malediven ausgetragen wurde.
Teilnahmeberechtigt waren die sechs Mannschaften, die in der ersten Runde der WM-Qualifikation 2018 ausgeschieden sind sowie die drei Verlierer der zweiten Play-off-Runde der AM-Qualifikation 2019. Aufgrund von zwei Rückzügen nahmen jedoch nur sieben Mannschaften teil.
Nepal gewann das Turnier durch einen 1:0-Sieg im Finale gegen Macau. Infolge des Rückzugs Guams und der Disqualifikation Kuwaits für die dritte Runde der AM-Qualifikation 2019 bestimmte die AFC im Januar 2017 Nepal als auch Macau als die beiden Nachrücker. Im Spiel um den dritten Platz konnte sich Laos mit 3:2 gegen Brunei durchsetzen.

## Austragungsort und Modus
Als Gastgeber wurde bei der Auslosung im September 2016 Malaysia bestimmt. Bei der Auslosung wurden zwei Modi vorgestellt, abhängig von der Anzahl der am Wettbewerb teilnehmenden Mannschaften. In beiden Modi sollten die Gruppengegner jeweils einmal gegeneinander spielen. Der Unterschied zwischen den beiden Modi bestand darin, wie das Turnier weiter gespielt werden sollte.
Bei acht Mannschaften sollten sich die beiden Gruppensieger und die Zweitplatzierten für das Halbfinale qualifizieren, bei neun Mannschaften sollten die beiden Gruppensieger direkt im Finale den Sieger ermitteln. In beiden Fällen sollte kein Spiel um den dritten Platz stattfinden.
Infolge des Rückzugs Pakistans und Bangladeschs wurde der Modus endgültig festgesetzt. Ein Halbfinale wurde nun ausgetragen ebenso ein Spiel um den dritten Platz.

## Auslosung
Die Auslosung fand am 8. September 2016 in Kuala Lumpur statt. Zum Zeitpunkt der Auslosung stand die endgültige Anzahl der Teilnehmer und die Identität mindestens zweier Mannschaften noch nicht fest. Diese spielten zu der Zeit noch in der Play-off-Runde der AM-Qualifikation 2019, die Verlierer daraus sollten sich für den Solidarity Cup qualifizieren. Bhutan zeigte schon vor der Auslosung kein Interesse an einer Teilnahme. Es wurden folgende Gruppen ausgelost:
| Gruppe A      | Gruppe B  |
| ------------- | --------- |
| Nepal         | Sri Lanka |
| Pakistan 1    | Macau     |
| Brunei        | Mongolei  |
| Osttimor      | Laos      |
| Bangladesch 1 |           |

## Gruppenphase
Alle Zeitangaben in Ortszeit (UTC+8).

### Gruppe A
| Pl. | Land     | Sp. | S | U | N | Tore    | Diff. | Punkte |
| --- | -------- | --- | - | - | - | ------- | ----- | ------ |
| 1.  | Nepal    | 2   | 1 | 1 | 0 | 003:000 | +3    | 04     |
| 2.  | Brunei   | 2   | 1 | 0 | 1 | 004:300 | +1    | 03     |
| 3.  | Osttimor | 2   | 0 | 1 | 1 | 000:400 | −4    | 01     |

|                               |   |          |           |
| 2. November 2016 um 19:30 Uhr |   |          |           |
| Brunei                        | – | Osttimor | 4:0 (0:0) |
| 5. November 2016 um 19:30 Uhr |   |          |           |
| Osttimor                      | – | Nepal    | 0:0       |
| 8. November 2016 um 19:30 Uhr |   |          |           |
| Nepal                         | – | Brunei   | 3:0 (1:0) |

### Gruppe B
| Pl. | Land      | Sp. | S | U | N | Tore    | Diff. | Punkte |
| --- | --------- | --- | - | - | - | ------- | ----- | ------ |
| 1.  | Macau     | 3   | 2 | 1 | 0 | 007:300 | +4    | 07     |
| 2.  | Laos      | 3   | 2 | 0 | 1 | 006:500 | +1    | 06     |
| 3.  | Mongolei  | 3   | 1 | 0 | 2 | 003:500 | −2    | 03     |
| 4.  | Sri Lanka | 3   | 0 | 1 | 2 | 002:500 | −3    | 01     |

|                               |   |           |           |
| 3. November 2016 um 16:30 Uhr |   |           |           |
| Sri Lanka                     | – | Laos      | 1:2 (0:0) |
| 3. November 2016 um 19:30 Uhr |   |           |           |
| Macau                         | – | Mongolei  | 2:1 (1:1) |
| 6. November 2016 um 16:30 Uhr |   |           |           |
| Laos                          | – | Macau     | 1:4 (1:1) |
| 6. November 2016 um 19:30 Uhr |   |           |           |
| Mongolei                      | – | Sri Lanka | 2:0 (0:0) |
| 9. November 2016 um 19:30 Uhr |   |           |           |
| Sri Lanka                     | – | Macau     | 1:1 (1:0) |
| Mongolei                      | – | Laos      | 0:3 (0:2) |

## Finalrunde
Alle Zeitangaben in Ortszeit (UTC+8).

### Halbfinale
|                                |   |        |                                 |
| 12. November 2016 um 16:30 Uhr |   |        |                                 |
| Nepal                          | – | Laos   | 2:2 n. V. (1:1, 0:1); 3:0 i. E. |
| 12. November 2016 um 19:30 Uhr |   |        |                                 |
| Macau                          | – | Brunei | 1:1 n. V. (1:1, 0:1); 4:3 i. E. |

### Spiel um Platz 3
|                                |   |        |           |
| 14. November 2016 um 19:30 Uhr |   |        |           |
| Laos                           | – | Brunei | 3:2 (1:1) |

### Finale
|                                |   |       |           |
| 15. November 2016 um 19:30 Uhr |   |       |           |
| Nepal                          | – | Macau | 1:0 (1:0) |

## Torschützenliste
Nachfolgend sind die besten Torschützen des Turnieres aufgeführt. Bei gleicher Anzahl an Toren sind die Spieler alphabetisch sortiert.
| Platz | Spieler                 | Tore |
| ----- | ----------------------- | ---- |
| 01    | Xaisongkham Champathong | 4    |
|       | Shahrazen Said          | 4    |
|       | Niki Torrão             | 4    |
| 04    | Azwan Ali Rahman        | 2    |
|       | Leong Ka Hang           | 2    |
|       | Sitthideth Khanthavong  | 2    |
|       | Bimal Gharti Magar      | 2    |
|       | Naranbold Nyam-Osor     | 2    |
|       | Khamphanh Sonthanalay   | 2    |

Zu diesen besten Torschützen mit mindestens zwei Toren kommen 13 weitere mit je einem Tor.